# 이상적인 남편

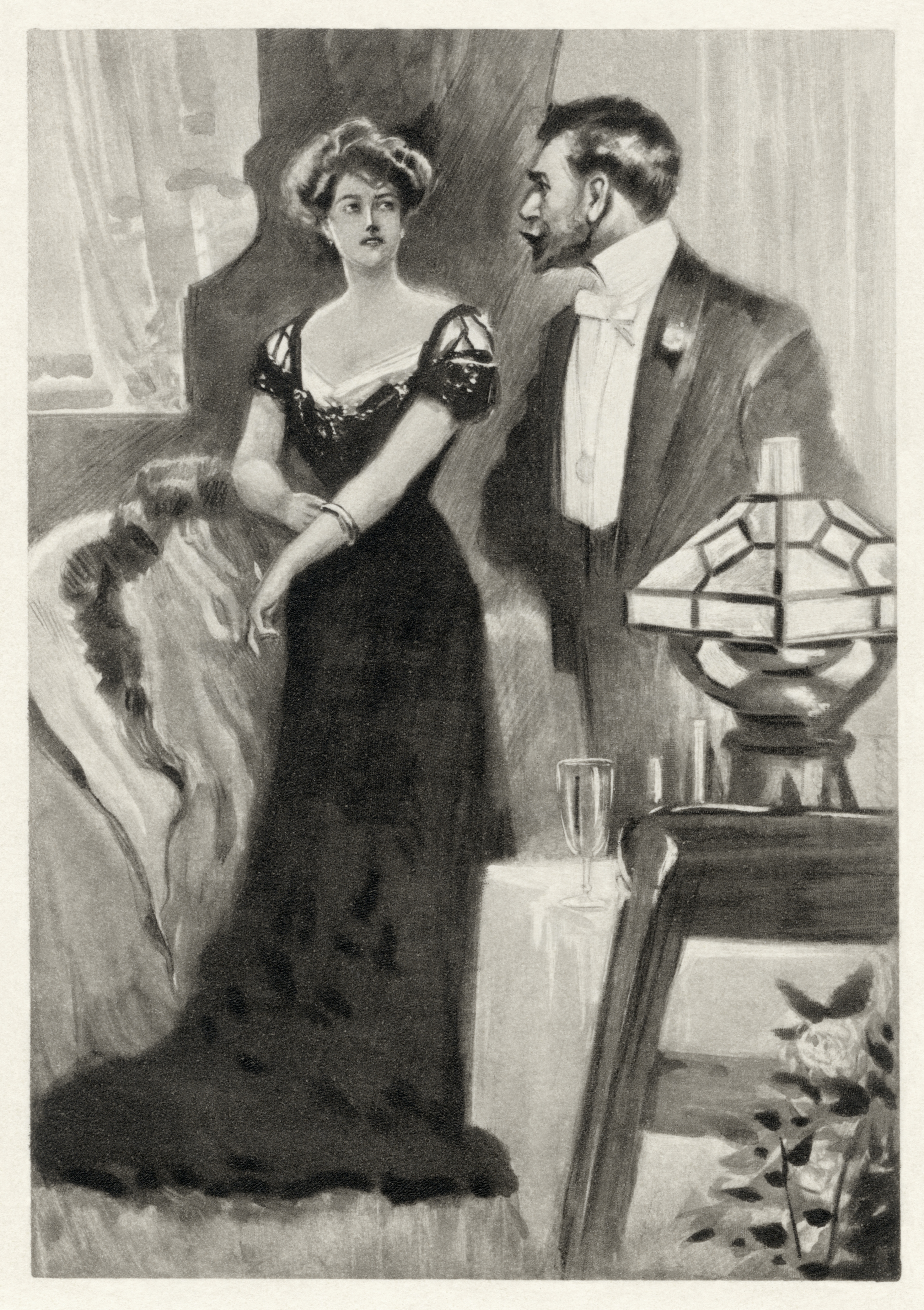

《이상적인 남편》(An Ideal Husband)은 1895년 오스카 와일드가 쓴 희극으로, 정치적 부패과 협박을 둘러싸고, 정치와 사적 명예를 주제를 다룬다. 무대는 "현재, 런던"으로 3일간에 걸쳐 발생하는 것으로 설정된다. 와일드는 이 작품에서  “빠르던 이르건 간에, 우리 모두는 우리가 한 행동에 대해서 주목해야 한다.”라고 노트를 남겼다. 그러나 “모두가 그들의 과거에 의해 통틀어 심판될 수 없다.”라고 첨언하였다.

## 등장인물
- 캐버샘 백작, K.G.
- 고링 경, 그의 아들. 고링
- 로버트 칠턴 경,
- 비콩테 드 낸야크
- 미스터 몬트포트
- 메이슨, 로버트 칠턴 경의 집사
- 핍스, 고링 경의 하인
- 제임스, 하인
- 해롤드, 하인
- 레이디 칠턴
- 레이디 마크비
- 바질던 백작 부인
- 마취몽트 부인
- 미스 마벨 칠턴, 칠턴 경의 여동생
- 세벨리 부인